# Qiupanykus zhangi
Qiupanykus zhangi („dráp ze souvrství Qiupa“) byl druh teropodního dinosaura z kladu Alvarezsauroidea, který žil v období pozdní svrchní křídy (geologický stupeň maastricht, asi před 72 až 66 miliony let) na území dnešní centrální Číny (provincie Che-nan).

## Historie
Fosilie tohoto dinosaura byly objeveny v sedimentech souvrství Qiupa (holotyp nese označení 41HIII-0101). Poprvé byly tyto zkameněliny pojednány v odborné literatuře již v roce 2012 a znovu v roce 2017. Formálně je pak popsal tým paleontologů v září roku 2018.

## Význam
Tento vývojově vyspělý alvarezsaurid z podčeledi Parvicursorinae představuje zástupce dosud nerozlišeného vývojového kladu, který zahrnuje taxony z Asie i Severní Ameriky. Fosilie tohoto drobného všežravce byla objevena v asociaci s vajíčky neznámého oviraptorosaura. Je pravděpodobné, že Qiupanykus tyto vajíčka kořistil a dostával se k jejich obsahu svými specializovanými drápy.

## Paleoekologie
Tento alvarezsaurid sdílel ekosystémy s dalšími teropodními dinosaury, jako byl například ornitomimid Qiupalong henanensis, dromeosaurid Luanchuanraptor henanensis, oviraptorid Yulong mini nebo velký tyranosaurid "Tyrannosaurus" luanchuanensis (ve skutečnosti zřejmě dosud nepopsaný nový rod).